# 小行星2720
小行星2720（2720 Pyotr Pervyj）是一颗围绕太阳公转的小行星。1972年9月6日，柳德米拉·朱拉夫寥娃在克里米亚发现了此天体。
該小行星以俄羅斯沙皇彼得大帝命名。
这颗小行星的绝对星等为236.2899800978794等。